# Metin Kurt
Metin Kurt (Istanbul, 15 marzo 1948 – Istanbul, 24 agosto 2012) è stato un calciatore, allenatore di calcio e sindacalista turco.

## Biografia
È il fratello di Ismail Kurt, calciatore del Galatasaray, del Fenerbahçe e della Nazionale turca degli anni sessanta.
Noto per il suo attivismo politico, nel 1976 è stato uno dei promotori del primo sciopero dei calciatori mai avvenuto in Turchia. Membro del Partito Comunista di Turchia, si è candidato alle elezioni parlamentari in Turchia del 2011 senza ottenere l'elezione. Nel 2010 ha fondato un sindacato per la tutela dei lavoratori dello sport.
È deceduto il 24 agosto 2012 in un ospedale di Istanbul a causa di un'insufficienza cardiaca.

## Carriera

### Club

#### Giocatore
Fa il suo esordio da professionista con l'Altay di Smirne nel 1966, durante la sua prima stagione vince la Coppa di Turchia. L'anno successivo si trasferisce al PTT di Ankara dove gioca per tre stagioni.
Nel 1970 passa al Galatasaray, club di Istanbul, guidato dall'allenatore britannico Brian Birch. Con il club giallorosso ottiene i maggiori successi in carriera vincendo tre volte il campionato, due volte la coppa nazionale e una volta la supercoppa di Turchia. A causa del suo attivismo politico, Kurt aveva infatti cercato a più riprese di creare un sindacato dei calciatori e aveva organizzato uno sciopero per il mancato pagamento dei premi relativi alla vittoria di coppa, viene allontanato dal club dopo sei stagioni.
Nel 1976 passa quindi al Kayserispor, club militante nella seconda divisione turca, con cui gioca tre stagioni ottenendo nell'annata 1978-1979 la promozione nella massima serie nazionale.

#### Allenatore
Ha allenato Beyoğlu Yeni Çarşı, Yedikule, Eyüpspor e Kayserispor.

### Nazionale
Gioca la sua prima partita con la Nazionale maggiore a 19 anni il 13 marzo 1968 in occasione di un'amichevole disputata a Smirne contro la Tunisia. Tra il 1969 e il 1970 viene stabilmente convocato nella Nazionale Under-21, per un totale di 9 presenze senza reti all'attivo. Dal 1970 entra a far parte dei titolari della nazionale maggiore, totalizzando in tutto 26 presenze e 4 marcature.

## Statistiche

### Cronologia presenze e reti in Nazionale
| Cronologia completa delle presenze e delle reti in nazionale ― Turchia under 18 | Cronologia completa delle presenze e delle reti in nazionale ― Turchia under 18 | Cronologia completa delle presenze e delle reti in nazionale ― Turchia under 18 | Cronologia completa delle presenze e delle reti in nazionale ― Turchia under 18 | Cronologia completa delle presenze e delle reti in nazionale ― Turchia under 18 | Cronologia completa delle presenze e delle reti in nazionale ― Turchia under 18 | Cronologia completa delle presenze e delle reti in nazionale ― Turchia under 18 | Cronologia completa delle presenze e delle reti in nazionale ― Turchia under 18 |
| Data                                                                            | Città                                                                           | In casa                                                                         | Risultato                                                                       | Ospiti                                                                          | Competizione                                                                    | Reti                                                                            | Note                                                                            |
| ------------------------------------------------------------------------------- | ------------------------------------------------------------------------------- | ------------------------------------------------------------------------------- | ------------------------------------------------------------------------------- | ------------------------------------------------------------------------------- | ------------------------------------------------------------------------------- | ------------------------------------------------------------------------------- | ------------------------------------------------------------------------------- |
| 06-12-1966                                                                      | Mersin                                                                          | Turchia under 18                                                                | 1 – 0                                                                           | Romania under 18                                                                | Amichevole                                                                      | -                                                                               |                                                                                 |
| 05-05-1967                                                                      | Istanbul                                                                        | Turchia under 18                                                                | 4 – 0                                                                           | Belgio under 18                                                                 | Europeo Under-18 1967                                                           | 1                                                                               |                                                                                 |
| Totale                                                                          |                                                                                 | Presenze                                                                        | 2                                                                               |                                                                                 | Reti                                                                            | 1                                                                               |                                                                                 |

| Cronologia completa delle presenze e delle reti in nazionale ― Turchia under 21 | Cronologia completa delle presenze e delle reti in nazionale ― Turchia under 21 | Cronologia completa delle presenze e delle reti in nazionale ― Turchia under 21 | Cronologia completa delle presenze e delle reti in nazionale ― Turchia under 21 | Cronologia completa delle presenze e delle reti in nazionale ― Turchia under 21 | Cronologia completa delle presenze e delle reti in nazionale ― Turchia under 21 | Cronologia completa delle presenze e delle reti in nazionale ― Turchia under 21 | Cronologia completa delle presenze e delle reti in nazionale ― Turchia under 21 |
| Data                                                                            | Città                                                                           | In casa                                                                         | Risultato                                                                       | Ospiti                                                                          | Competizione                                                                    | Reti                                                                            | Note                                                                            |
| ------------------------------------------------------------------------------- | ------------------------------------------------------------------------------- | ------------------------------------------------------------------------------- | ------------------------------------------------------------------------------- | ------------------------------------------------------------------------------- | ------------------------------------------------------------------------------- | ------------------------------------------------------------------------------- | ------------------------------------------------------------------------------- |
| 22-06-1969                                                                      | ?                                                                               | Romania under 21                                                                | 2 – 1                                                                           | Turchia under 21                                                                | Coppa dei Balcani Under-21 1969                                                 | -                                                                               |                                                                                 |
| 24-06-1969                                                                      | ?                                                                               | Grecia under 21                                                                 | 3 – 2                                                                           | Turchia under 21                                                                | Coppa dei Balcani Under-21 1969                                                 | -                                                                               |                                                                                 |
| 25-06-1969                                                                      | ?                                                                               | Bulgaria under 21                                                               | 1 – 1                                                                           | Turchia under 21                                                                | Coppa dei Balcani Under-21 1969                                                 | -                                                                               |                                                                                 |
| 27-06-1969                                                                      | ?                                                                               | Albania under 21                                                                | 6 – 0                                                                           | Turchia under 21                                                                | Coppa dei Balcani Under-21 1969                                                 | -                                                                               |                                                                                 |
| 07-09-1969                                                                      | Opole                                                                           | Polonia under 21                                                                | 1 – 0                                                                           | Turchia under 21                                                                | Amichevole                                                                      | -                                                                               |                                                                                 |
| 08-06-1970                                                                      | Sofia                                                                           | Bulgaria under 21                                                               | 0 – 0                                                                           | Turchia under 21                                                                | Coppa dei Balcani Under-21 1970                                                 | -                                                                               |                                                                                 |
| 10-06-1970                                                                      | Sofia                                                                           | Albania under 21                                                                | 0 – 1                                                                           | Turchia under 21                                                                | Coppa dei Balcani Under-21 1970                                                 | -                                                                               |                                                                                 |
| 11-06-1970                                                                      | Sofia                                                                           | Grecia under 21                                                                 | 2 – 1                                                                           | Turchia under 21                                                                | Coppa dei Balcani Under-21 1970                                                 | -                                                                               |                                                                                 |
| 13-06-1970                                                                      | Sofia                                                                           | Romania under 21                                                                | 0 – 0                                                                           | Turchia under 21                                                                | Coppa dei Balcani Under-21 1970                                                 | -                                                                               |                                                                                 |
| Totale                                                                          |                                                                                 | Presenze                                                                        | 9                                                                               |                                                                                 | Reti                                                                            | 0                                                                               |                                                                                 |

| Cronologia completa delle presenze e delle reti in nazionale ― Turchia | Cronologia completa delle presenze e delle reti in nazionale ― Turchia | Cronologia completa delle presenze e delle reti in nazionale ― Turchia | Cronologia completa delle presenze e delle reti in nazionale ― Turchia | Cronologia completa delle presenze e delle reti in nazionale ― Turchia | Cronologia completa delle presenze e delle reti in nazionale ― Turchia | Cronologia completa delle presenze e delle reti in nazionale ― Turchia | Cronologia completa delle presenze e delle reti in nazionale ― Turchia |
| Data                                                                   | Città                                                                  | In casa                                                                | Risultato                                                              | Ospiti                                                                 | Competizione                                                           | Reti                                                                   | Note                                                                   |
| ---------------------------------------------------------------------- | ---------------------------------------------------------------------- | ---------------------------------------------------------------------- | ---------------------------------------------------------------------- | ---------------------------------------------------------------------- | ---------------------------------------------------------------------- | ---------------------------------------------------------------------- | ---------------------------------------------------------------------- |
| 13-03-1968                                                             | Smirne                                                                 | Turchia                                                                | 0 – 0                                                                  | Tunisia                                                                | Amichevole                                                             | -                                                                      |                                                                        |
| 17-09-1969                                                             | Ankara                                                                 | Turchia                                                                | 4 – 0                                                                  | Iran                                                                   | RCD Cup 1969                                                           | 1                                                                      |                                                                        |
| 24-09-1969                                                             | Istanbul                                                               | Turchia                                                                | 3 – 0                                                                  | Svizzera                                                               | Amichevole                                                             | 1                                                                      |                                                                        |
| 15-10-1969                                                             | Kiev                                                                   | Unione Sovietica                                                       | 3 – 0                                                                  | Turchia                                                                | Qual. Mondiali 1970                                                    | -                                                                      |                                                                        |
| 16-11-1969                                                             | Istanbul                                                               | Turchia                                                                | 1 – 3                                                                  | Unione Sovietica                                                       | Qual. Mondiali 1970                                                    | -                                                                      |                                                                        |
| 17-10-1970                                                             | Colonia                                                                | Germania Ovest                                                         | 1 – 1                                                                  | Turchia                                                                | Qual. Euro 1972                                                        | -                                                                      |                                                                        |
| 13-12-1970                                                             | Istanbul                                                               | Turchia                                                                | 2 – 1                                                                  | Albania                                                                | Qual. Euro 1972                                                        | 1                                                                      |                                                                        |
| 22-09-1971                                                             | Cracovia                                                               | Polonia                                                                | 5 – 1                                                                  | Turchia                                                                | Qual. Euro 1972                                                        | -                                                                      |                                                                        |
| 26-09-1971                                                             | Zurigo                                                                 | Svizzera                                                               | 4 – 0                                                                  | Turchia                                                                | Amichevole                                                             | -                                                                      |                                                                        |
| 14-11-1971                                                             | Tirana                                                                 | Albania                                                                | 3 – 0                                                                  | Turchia                                                                | Qual. Euro 1972                                                        | -                                                                      |                                                                        |
| 05-12-1971                                                             | Smirne                                                                 | Turchia                                                                | 1 – 0                                                                  | Polonia                                                                | Qual. Euro 1972                                                        | -                                                                      |                                                                        |
| 12-04-1972                                                             | Sofia                                                                  | Bulgaria                                                               | 4 – 2                                                                  | Turchia                                                                | Amichevole                                                             | -                                                                      |                                                                        |
| 04-10-1972                                                             | Algeri                                                                 | Algeria                                                                | 1 – 0                                                                  | Turchia                                                                | Amichevole                                                             | -                                                                      |                                                                        |
| 22-10-1972                                                             | Esch-sur-Alzette                                                       | Lussemburgo                                                            | 2 – 0                                                                  | Turchia                                                                | Qual. Mondiali 1974                                                    | -                                                                      |                                                                        |
| 10-12-1972                                                             | Istanbul                                                               | Turchia                                                                | 3 – 0                                                                  | Lussemburgo                                                            | Qual. Mondiali 1974                                                    | -                                                                      |                                                                        |
| 13-01-1973                                                             | Napoli                                                                 | Italia                                                                 | 0 – 0                                                                  | Turchia                                                                | Qual. Mondiali 1974                                                    | -                                                                      |                                                                        |
| 14-02-1973                                                             | Smirne                                                                 | Turchia                                                                | 4 – 0                                                                  | Algeria                                                                | Amichevole                                                             | -                                                                      |                                                                        |
| 25-02-1973                                                             | Istanbul                                                               | Turchia                                                                | 0 – 1                                                                  | Italia                                                                 | Qual. Mondiali 1974                                                    | -                                                                      |                                                                        |
| 18-04-1973                                                             | Smirne                                                                 | Turchia                                                                | 5 – 2                                                                  | Bulgaria                                                               | Coppa dei Balcani 1973-1976                                            | 1                                                                      |                                                                        |
| 09-05-1973                                                             | Basilea                                                                | Svizzera                                                               | 0 – 0                                                                  | Turchia                                                                | Qual. Mondiali 1974                                                    | -                                                                      |                                                                        |
| 08-05-1974                                                             | Sofia                                                                  | Bulgaria                                                               | 5 – 1                                                                  | Turchia                                                                | Coppa dei Balcani 1973-1976                                            | -                                                                      |                                                                        |
| 13-11-1974                                                             | Istanbul                                                               | Turchia                                                                | 0 – 1                                                                  | Austria                                                                | Amichevole                                                             | -                                                                      |                                                                        |
| 20-11-1974                                                             | Smirne                                                                 | Turchia                                                                | 1 – 1                                                                  | Irlanda                                                                | Qual. Euro 1976                                                        | -                                                                      |                                                                        |
| 01-12-1974                                                             | Smirne                                                                 | Turchia                                                                | 2 – 1                                                                  | Svizzera                                                               | Qual. Euro 1976                                                        | -                                                                      |                                                                        |
| 19-03-1975                                                             | Istanbul                                                               | Turchia                                                                | 1 – 1                                                                  | Romania                                                                | Amichevole                                                             | -                                                                      |                                                                        |
| 02-04-1975                                                             | Kiev                                                                   | Unione Sovietica                                                       | 3 – 0                                                                  | Turchia                                                                | Qual. Euro 1976                                                        | -                                                                      |                                                                        |
| Totale                                                                 |                                                                        | Presenze                                                               | 26                                                                     |                                                                        | Reti                                                                   | 4                                                                      |                                                                        |

## Palmarès

### Club
- Campionato turco: 3

Galatasaray: 1970-1971, 1971-1972, 1972-1973
- Coppa di Turchia: 3

Altay: 1966-1967
Galatasaray: 1972-1973, 1975-1976
- Supercoppa di Turchia: 1

Galatasaray: 1972

### Nazionale
- RCD Cup: 1

1969